# Stadhuis van Schoonhoven
Het stadhuis van Schoonhoven is een stadhuis gelegen aan de 'Haven' in het centrum van de stad Schoonhoven, in de Nederlandse provincie Zuid-Holland. 
Het stadhuis bezit een 50 klokken tellend carillon. Het oorspronkelijk in gotische stijl uitgevoerde gebouw dateert uit de 15e eeuw maar werd tijdens restauraties in 1776 en 1927 sterk gewijzigd, waardoor van het oorspronkelijke karakter weinig over is.
Voor het stadhuis ligt een overkluizing en een stervormig mozaïek in het plaveisel, vermoedelijk een oude gerechtsplaats. Deze zijn net als het stadhuis aangewezen als rijksmonument.

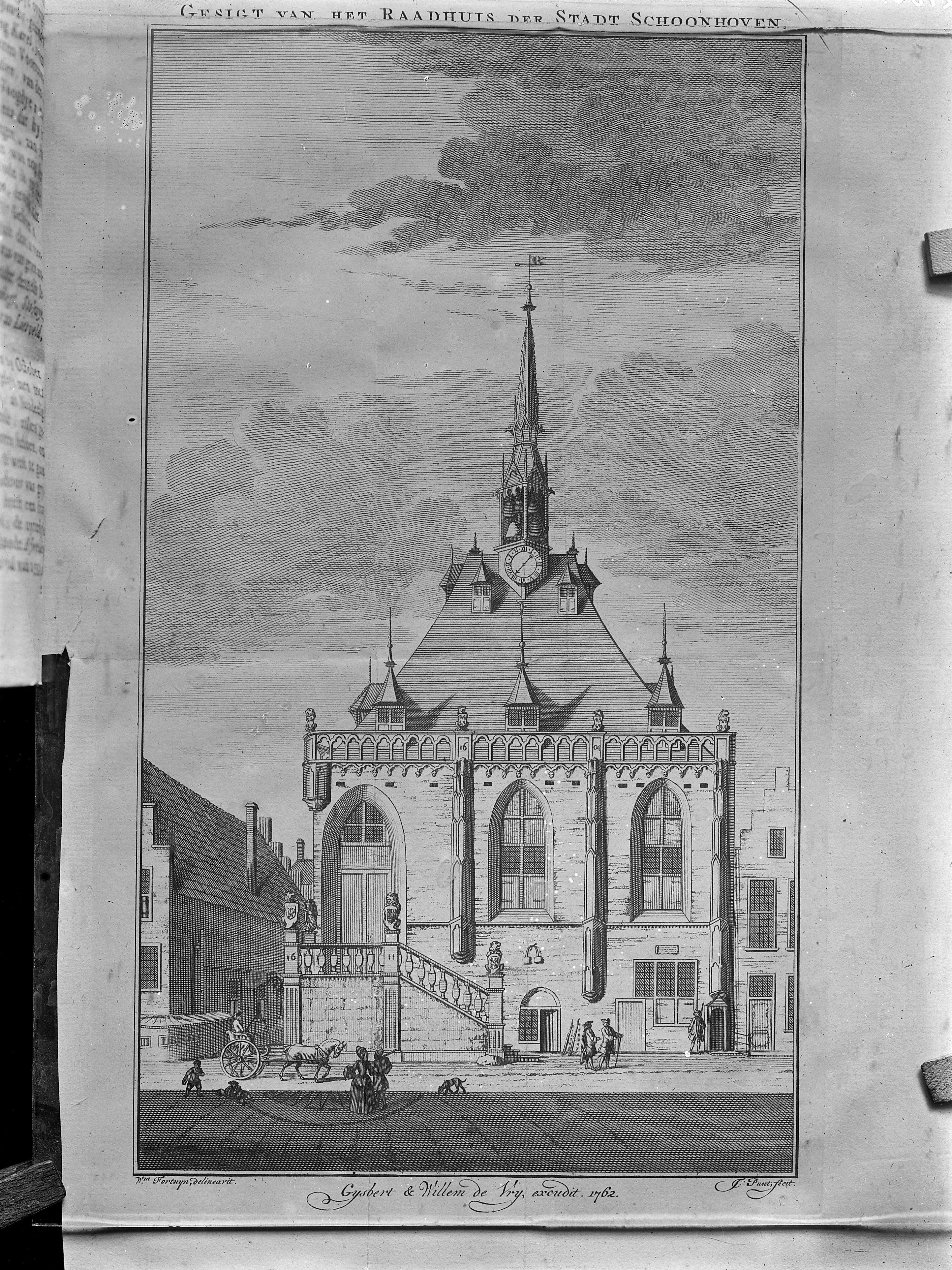
Het raadhuis in de 18e eeuw, met gotische ramen
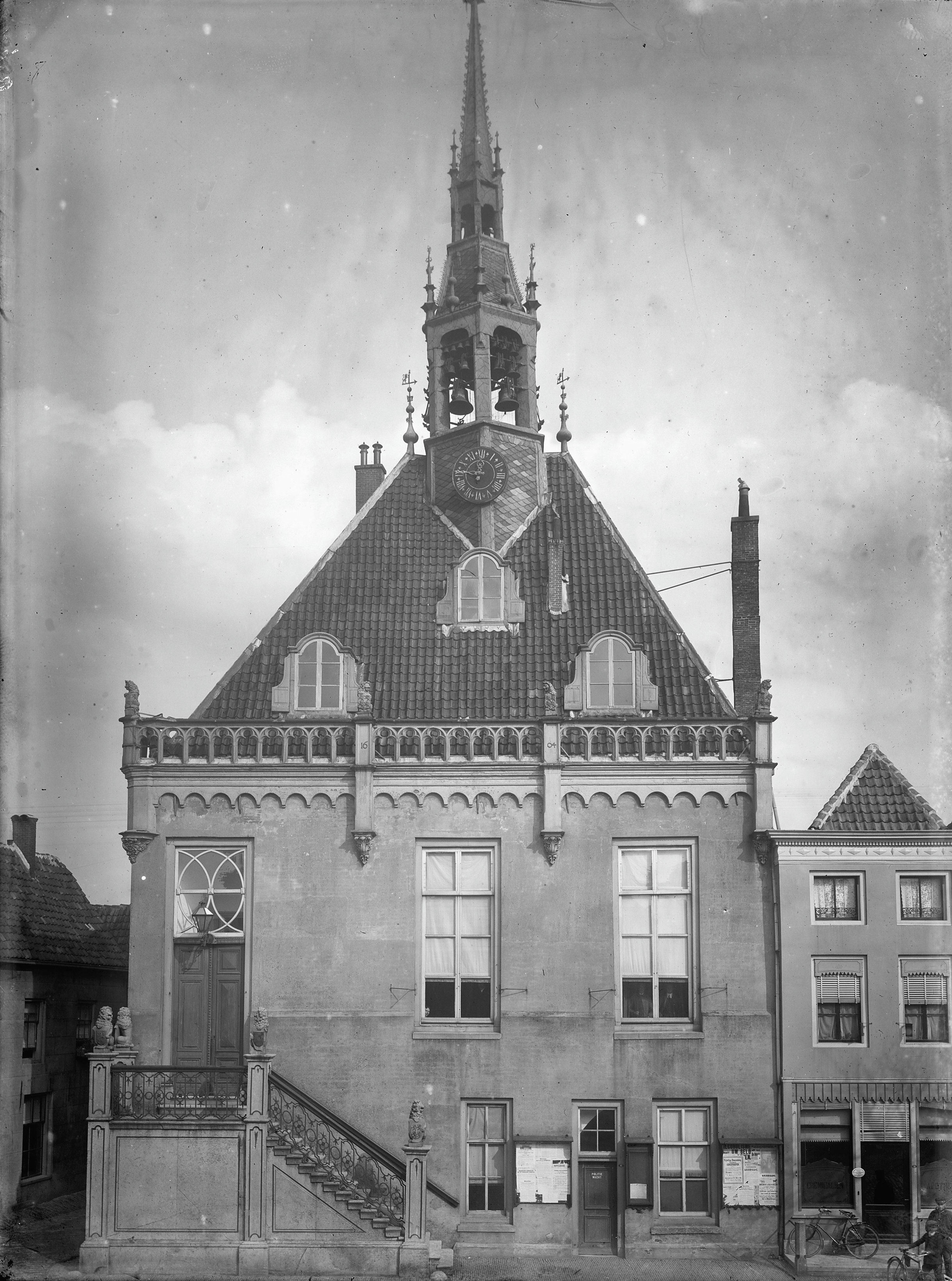
Het raadhuis in 1913, voor de restauratie, met 19e-eeuwse schuiframen
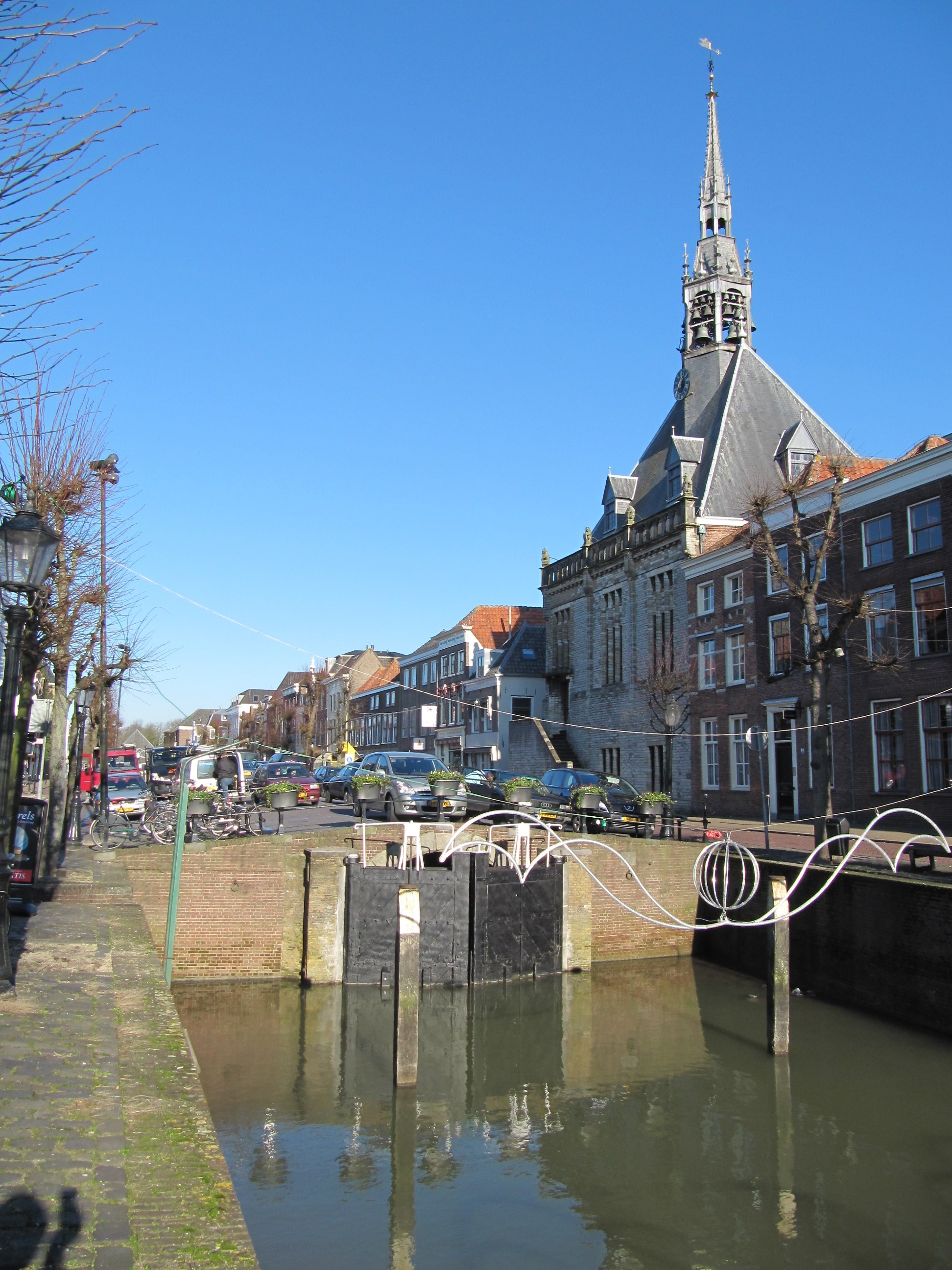
Overkluizing
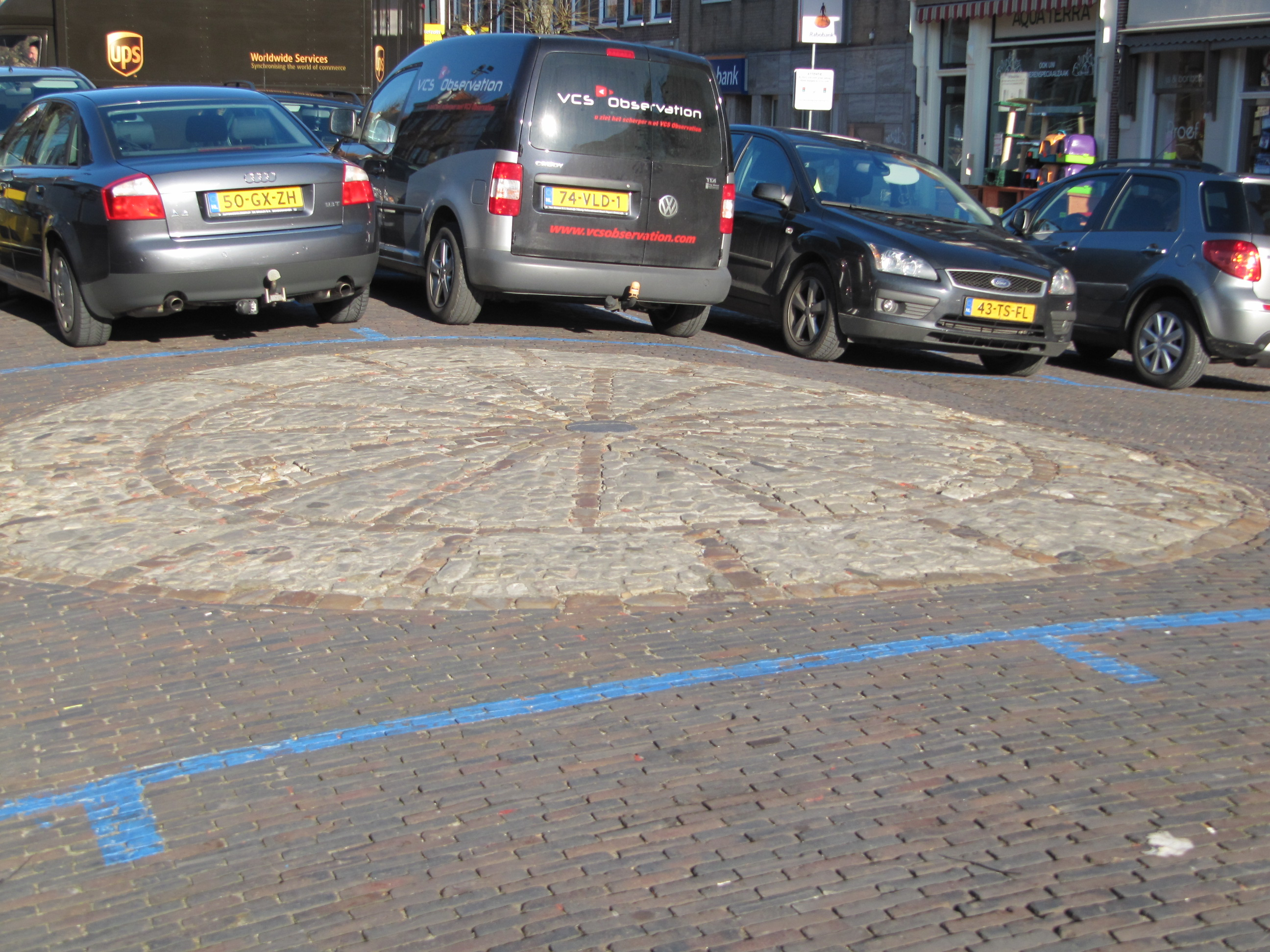
Mozaïek